# Église Notre-Dame-de-l'Assomption de Prouville
L'église Notre-Dame-de-l'Assomption de Prouville est située sur le territoire de la commune de Prouville dans le département de la Somme, à mi-chemin entre Abbeville et Doullens.

## Historique
L'église de Prouville a été lourdement endommagée lors de la Seconde Guerre mondiale par les bombardements alliés d'août 1944 visant à détruire une rampe de V1 proche. Une nouvelle église fut construite au milieu du village en 1960.

## Caractéristiques

### Extérieur
L'architecte Pierre Herdhebault conçut les plans d'un édifice octogonal ce qui était une originalité dans le département de la Somme. Le bâtiment est construit en brique sur ossature de béton. Un porche d'entrée en béton donne accès à l'intérieur. La toiture d'ardoise est surmontée en son sommet par un clocheton. Un campanile de brique se dresse près de l'église.

### Intérieur
Le décor intérieur est l'œuvre de Gérard Lardeur qui réalisa les vitraux, les fonts baptismaux, l'Echelle de Jacob, le Chemin de croix, les tentures.